# 2012 TC4
2012 TC4 is een Apollo-planetoïde die op 12 oktober 2012 de aarde passeerde op slechts 95.000 km, ongeveer een kwart van de afstand van de aarde tot de maan. De planetoïde werd enkele dagen daarvoor, op 4 oktober 2012, ontdekt door het Pan-STARRS observatory in Hawaï. De grootte van de rots werd geschat op 17 meter.